# Brittnee Cooper
Brittnee Shannon Cooper (ur. 26 lutego 1988 w Houston) – urodzona w Stanach Zjednoczonych, amerykańska siatkarka, reprezentantka Stanów Zjednoczonych, grająca na pozycji środkowej. W sezonach 2014/2015 oraz 2015/2016 zawodniczka PGE Atomu Trefla Sopot. Od listopada 2016 roku występuje w niemieckiej Bundeslidze, w drużynie Dresdner SC.

## Sukcesy klubowe
Puchar Austrii:
- 2012

Mistrzostwo Austrii:
- 2012

Liga Mistrzyń:
- 2014

Mistrzostwo Azerbejdżanu:
- 2014

Puchar Polski:
- 2015

Puchar CEV:
- 2015

Mistrzostwo Polski:
- 2015, 2016